# لويس رالف جونز
لويس رالف جونز (بالإنجليزية: Lewis Ralph Jones)‏ (5 ديسمبر 1864 - 31 مارس 1945 ) عالم نبات أمريكي وعالم في علم الأحياء الرزاعي.

## عن حياته
ولد جونز في براندون، ويسكونسن و توفي جونز في أورلاندو، فلوريدا يتم استخدام LRJones المؤلف اختصار معيار للإشارة إلى هذا الشخص كمؤلف عندما نقلا عن اسم النباتية.

## روابط خارجية
- لويس رالف جونز على موقع الموسوعة البريطانية (الإنجليزية)
- Biography by the National Academy of Science (PDF)